# Luis Alarcón
Luis Alfonso Alarcón Mansilla (Puerto Natales, Región de Magallanes, 23 de octubre de 1929-Lo Barnechea, 4 de agosto de 2023) fue un prolífico y reconocido actor, director de teatro y activista chileno de larga trayectoria teatral, cinematográfica y televisiva, que ostenta el récord de ser el actor chileno que más películas hizo en el siglo XX.
Alarcón recibió numerosos premios y reconocimientos a su trayectoria artística y sindical, además de ser nombrado hijo ilustre en su ciudad natal. Obtuvo un León de Oro en el Festival Internacional de la Creatividad Cannes Lions de 1986.

## Biografía
Nació el 23 de octubre de 1929 en Puerto Natales. Hijo de Esteban Alarcón Cáceres, contador, y subadministrador del Frigorífico Natales y miembro del Partido Radical. Es el menor de seis hermanos. Su abuelo, Justo Alarcón, director de teatro y fundador de la Cruz Roja Chilena, y su abuela, María Aedo, actriz. 
Desde pequeño el vínculo con el cine comenzó a través de su padre, quien en 1939, creó Manchas Movibles en Ultima Esperanza, la primera película netamente natalina, filmada y editada en Puerto Natales. La película se estrenó en 1941, donde asistió gran cantidad de asistentes, quienes coincidieron en otorgarle un merecido reconocimiento a este pionero de la cinematografía local. Por este hecho, a los diez años de edad en 1939, conoció al presidente de la República Pedro Aguirre Cerda, cuando visitó su hogar mientras se encontraba de gira presidencial en Puerto Natales.
Durante su infancia, Luis Alarcón se hizo amigo de Bruna Mattioni, hija del administrador del Cine Teatro Palace, propiedad de Bruno Mattioni Batic, donde concurría asistir a estrenos de películas, y lugar que marcó su debut sobre el escenario.
Cursó su estudios primarios en Punta Arenas. Abandonó la ciudad y se estableció en Santiago. A los dieciocho años de edad, murió en plena vía pública, su padre producto de un infarto agudo de miocardio. Sin estudios previos, decidió ingresar al Instituto Pedagógico de la Universidad de Chile como alumno libre en el Conjunto de Arte Dramático (CADIP), dirigido por Pedro de la Barra. Luego, cursó estudios de expresión corporal pantomima con Alejandro Jodorowsky y actuación con Enrique Gajardo.

## Carrera artística
En 1954 inició su carrera profesional en la obra Anfitrión 38, en el Teatro Petit Rex, de Tobías Barros. Su primera incursión en la gran pantalla la realiza en la película Tres miradas a la calle (1957) de Naum Kramarenco, misma filmación en que participa como asistente de dirección Pedro Chaskel, que se transformaría algunos años después en el director de Cine Experimental de la Universidad de Chile.
No hay otro intérprete más prolífico en el cine chileno que haya intervenido, como él, en una cantidad tan grande de películas, desde 1957, año de su primer film, hasta nuestros días, en que su participación en el cine mantiene su plena vigencia. Fue el actor chileno que más películas de cine hizo en su país. Sus orígenes como actor, sin embargo, están en el teatro, actividad que comenzó oficialmente (antes había actuado en funciones escolares) en 1951, y desde entonces ha actuado en alrededor de 90 piezas teatrales. Cuenta que su vocación se definió tras asistir a una exhibición de La muerte de un vendedor, de Arthur Miller.y Pedro de la Barra en el Centro de Artes Dramático del Instituto Pedagógico de la Universidad de Chile, entre otros. 
Alarcón participa en la primera película de Luis Cornejo, La Universidad en la Antártica (1962), donde realiza la narración. Posteriormente, y con gran parte de la compañía de teatro con la que trabajaba, protagoniza la primera película de largometraje de Raúl Ruiz Tango del viudo (1967), el cual nunca se termina, dando paso a la filmación de Tres tristes tigres (1968), considerada una de las películas más importantes del cine nacional.
Asimismo, trabajó en diversos formatos de ficción en Protab para Canal 9, Canal 13 y Televisión Nacional de Chile.[cita requerida]
Ese mismo año es convocado a conformar el equipo de Cine Experimental de la Universidad de Chile, que desarrollaba su primer proyecto de largometraje llamado El Chacal de Nahueltoro, basado en hechos policiales reales ocurridos en la región de San Carlos, donde un analfabeto sin discernimiento asesina a una familia entera y posteriormente, tras ser educado en la cárcel, es condenado a la pena de muerte. Alarcón en principio interpretaría a un periodista, pero luego se involucra en la producción del film con el mismo Luis Cornejo. “El Chacal de Nahueltoro” batió los récords de asistencia de público a las salas de cine, solamente superada por el éxito televisivo adaptado a la pantalla grande “Ayúdeme Usted Compadre” de Germán Becker.
A comienzos de 1967, trabajó activamente en la compañía de teatro Teknos de la Universidad Técnica del Estado (UTE), y participó cuando este alcanzó su madurez como teatro universitario en 1970, pues ya contaba con actores profesionales y se presentaba en la Sala Talía. Posteriormente, Luis Alarcón participó en gran parte de los films de Raúl Ruiz como Nadie dijo nada (1970), La expropiación (1971), La colonia penal (1972) y Palomita blanca (1973). Ene este período, colaboró estrechamente con los directores Raúl Ruiz, Helvio Soto, Miguel Littin, Emilio Gómez Muriel, Silvio Caiozzi y Gonzalo Justiniano.
En la década de 1980 suspendió su carrera teatral para incorporarse a la televisión, alcanzando popularidad al interpretar al antagonista de Yael Unger en La noche del cobarde (1982) de Arturo Moya Grau para Canal 13. Ese impactante desenlace atrajo atención nacional y su personaje se ganó el repudio de la audiencia. Pese a permanecer en una de las listas negras de la dictadura militar que lo imposibilitaba para trabajar en Televisión Nacional, la productora Sonia Fuchs lo convocó para hacer una aparición recreando a su personaje de La noche del cobarde en un sketch del programa humorístico Jappening con ja. Esta invitación le abrió las puertas de TVN y en 1983 alcanzó gran popularidad cuando encarnó al malvado Roberto Betancourt en La represa.[cita requerida]
En 1986 protagonizó un comercial televisivo (-si camino no hablar-nada venir-) de la marca de neumáticos Firestone, interpretando a un empoderado indio americano y su compañera que atraviesa con precaución una carretera en un paraje semidesértico (filmado en el kilómetro 338 de la Ruta 5 Norte). Dicha participación lo hizo popular a nivel nacional e internacional, y el anuncio ganó un León de Oro en el Festival Internacional de Creatividad Cannes Lions.
En 1997 Luis Alarcón protagonizó la primera serie de ficción policial del país Brigada Escorpión, transmitida por Televisión Nacional, donde interpretó al comisario Marín, quien debía resolver una serie de acontecimientos policiales.
En 1999 actuó junto a Claudia Di Girolamo en La fiera, que se convirtió en una telenovela elogiada y premiada. Alarcón alcanzó gran popularidad por su personaje de Pedro Chamorro.
En mayo de 2000, actuó y estrenó la película de Miguel Littin Tierra del Fuego en el Festival de Cannes (Francia). 
A partir de la década de 2000, Alarcón sería etiquetado como el «actor estelar de Sabatini», refiriéndose a sus múltiples apariciones en las superproducciones de Vicente Sabatini, emitidas por Televisión Nacional de Chile, con gran éxito por su contenido social. En 2005 protagonizó Los Capo, la última producción de alto presupuesto del director en Televisión Nacional, interpretando a un mafioso patriarca italiano que arriba a Chile para colonizar el sur del país.

Tras las renuncias de Héctor Noguera en 2001, y de Eduardo Barril en 2004, Luis Alarcón se transformó en el único actor veterano del reparto de Sabatini. Luego de la renuncia de Jaime Vadell en 2012, bajo la gestión de María Eugenia Rencoret, Alarcón se posicionó como el único actor veterano con contrato indefinido en TVN. En 2018 Televisión Nacional decidió terminar su vínculo laboral con Alarcón, luego de 24 años con un contrato indefinido. Para evitar una demanda laboral por despido injustificado, Alarcón llegó a un acuerdo económico con el canal estatal cobrando todos sus años laborales. 

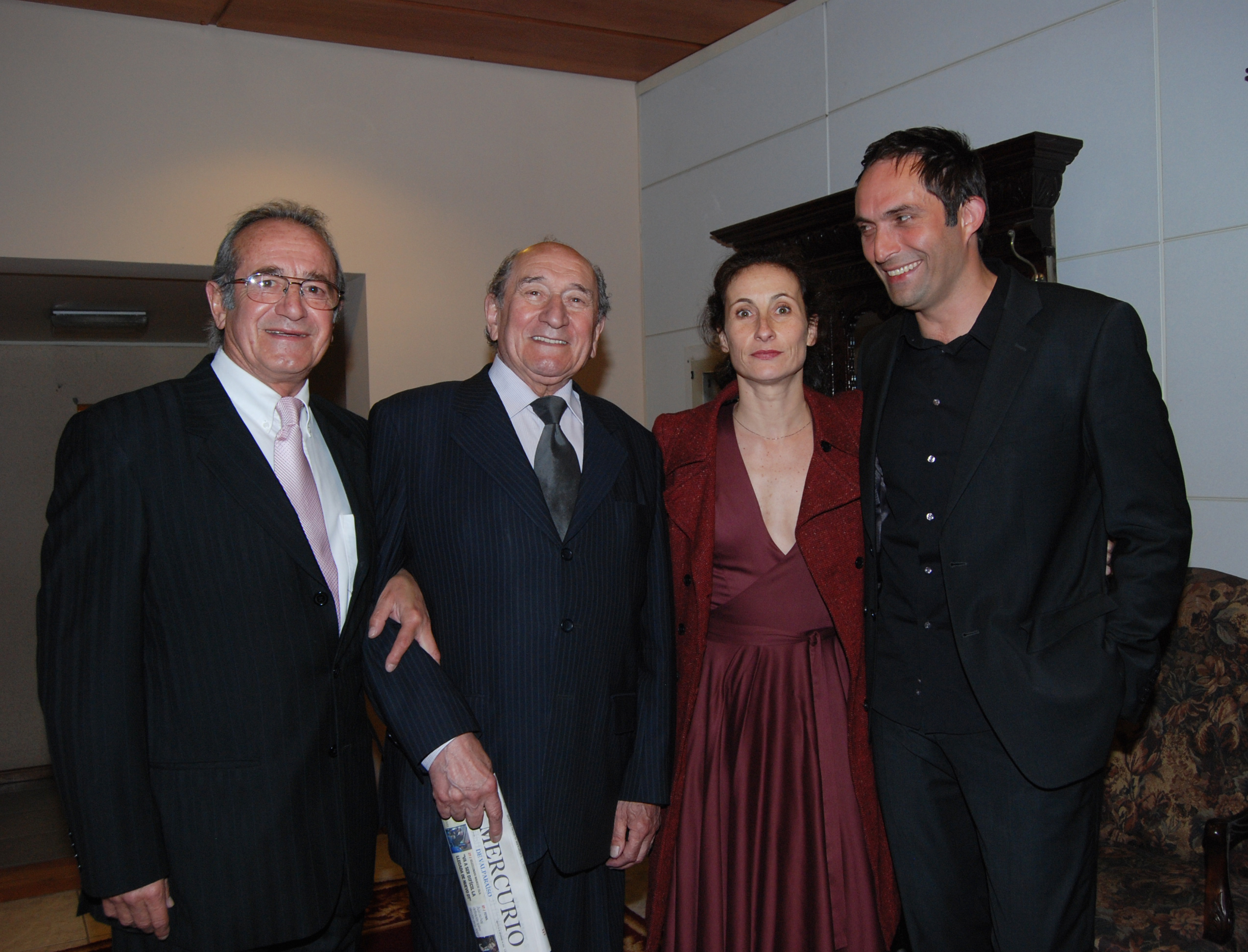
Luis Alarcón (segundo de izquierda a derecha) junto a Sergio Hernández, Amparo Noguera y Marcelo Alonso.

Fue galardonado por el Instituto de Altos Estudios Comunicacionales que le entregó “Premio Espiga de Oro” por la destacada carrera artística en el cine chileno.
En 2016 encarnó a Odlanier Mena en la obra Cordillera, en el Teatro Oriente de Providencia. La obra marcó el fin de su carrera teatral.
Durante 2018, fue convocado para grabar uno de sus últimos roles, el único videoclip de su carrera para la banda de rock Fde., cuyo videoclip fue estrenado a modo de homenaje a su trayectoria, en la versión 2019 del Festival Víctor Jara. 
En octubre de 2022 fue invitado al programa de Canal 13 De tú a tú, conducido por Martín Cárcamo, donde reveló importantes acontecimientos de su vida personal, y por primera vez de manera pública, su complejo estado de salud.

## Muerte
Luis Alarcón murió en su residencia de Lo Barnechea, el 4 de agosto de 2023 por causas de una neumonía. El deceso de Luis Alarcón fue anunciado públicamente por ChileActores. En 2012 se le había diagnosticado un cáncer linfático, que trató con radioterapia en el Instituto Nacional del Cáncer.
Su muerte generó que los principales organismos culturales, sindicales y universitarios, y diversas entidades cinematográficas y compañías de teatro del país, despidieran a Alarcón con gratitud a su trayectoria artística. Por su parte, Televisión Nacional se declaró en duelo y decidió retransmitir a través de su señal TVN3 las producciones La fiera, La represa y Estúpido cupido en memoria del actor. Asimismo, el gremio actoral y diversas personalidades del espectáculo, lamentaron la partida del actor. El presidente de la República, Gabriel Boric, entregó públicamente sus condolencias y lamentó la muerte del actor destacando su marca y sello en las generaciones actorales:«Marcó a generaciones con sus interpretaciones y luchó activamente por los derechos de las actrices y actores de nuestro país», declaró Boric, a través de sus redes sociales.
Fue velado desde el 6 hasta el 7 de agosto en el Teatro Oriente de Providencia, donde recibió la compañía de sus familiares, amigos y un amplio círculo artístico, y contó con la asistencia del ministro de las Culturas, las Artes y el Patrimonio, Jaime de Aguirre. El secretario de Estado, agregó que «Luis Alarcón es un emblema cultural del país».

## Vida personal
Contrajo matrimonio en 1962 con Marión Soto (actriz y profesora de Ciencias Sociales), con quien tuvo dos hijos: Jezer Alarcón (empresaria) y Galut Alarcón (cineasta). Su esposa falleció en 1987 producto de un cáncer. Tras enviudar, entre 1994 y 2012, tuvo una vínculo sentimental con Lucía Eitel Andrews.

### Pensamiento político
Se unió al Partido Comunista de Chile, cuya membresía alcanzó veintitrés años de militancia. Durante la Unidad Popular, participó en el Tren Popular de la Cultura, que llevó diferentes disciplinas artísticas a los pueblos que no tenían acceso a formas de representación cultural.  Alarcón apoyó la precandidatura de Pablo Neruda a la presidencia en 1969, y también las campañas presidenciales de Salvador Allende (1970) y Gladys Marín (1999).

### Sindicalismo
En 1964 asumió como presidente del Círculo de Actores de Chile. Entre 1974 y 1980, asumió la presidencia del Sindicato de Actores de Chile (Sidarte) en plena dictadura cívico-militar de Augusto Pinochet. Durante este período, el nombre de Luis Alarcón aparecía en la «lista negra» de la dictadura militar de Pinochet, por lo cual se encontraba vetado para ejercer su profesión en entidades estatales. En 1987 Alarcón junto a setenta y siete actores locales, recibieron por un organismo de Estado, una declaración que les daba un plazo de un mes para abandonar el país, causa que incentivó al actor e ídolo estadounidense Christopher Reeve, migrar a Chile en solidaridad con sus colegas chilenos. En 1993 fundó ChileActores, donde asumió como presidente fundador de la entidad gremial.

## Filmografía

### Cine
| Año  | Películas                                 | rol                        | Director             |
| ---- | ----------------------------------------- | -------------------------- | -------------------- |
| 1957 | Tres miradas a la calle                   | Delincuente                | Naum Kramarenco      |
| 1958 | La caleta olvidada                        |                            | Bruno Gebel          |
| 1961 | La novia                                  |                            | Ernesto Arancibia    |
| 1962 | La flor de Irupé                          | Roberto                    | Alberto Dubois       |
| 1967 | Erase un niño, un guerrillero, un caballo |                            | Helvio Soto          |
| 1967 | El tango del viudo                        |                            | Raúl Ruiz            |
| 1968 | Tres tristes tigres                       | Luis Úbeda                 | Raúl Ruiz            |
| 1969 | El chacal de Nahueltoro                   | Juez                       | Miguel Littín        |
| 1970 | ¡Qué hacer!                               | Osvaldo Alarcón            | Raúl Ruiz            |
| 1970 | La colonia Penal                          | Jefe de Estado             | Raúl Ruiz            |
| 1970 | La buscona                                |                            | Emilio Gómez Muriel  |
| 1970 | Rosas blancas para mi hermana negra       |                            | Abel Salazar         |
| 1970 | Flor de durazno                           |                            | Emilio Gómez Muriel  |
| 1971 | Jesús, el niño Dios                       | Voltigo                    | Miguel Zacarías      |
| 1971 | Los testigos                              |                            | Charles Elsesser     |
| 1971 | Nadie dijo nada                           | Braulio "El poeta"         | Raúl Ruiz            |
| 1971 | Dos mujeres y un hombre                   |                            | Alfredo B. Crevenna  |
| 1972 | Hoy he soñado con Dios                    | Octavio                    | Julián Soler         |
| 1972 | Doña Macabra                              |                            | Roberto Gavaldón     |
| 1973 | Palomita blanca                           | Padrastro de María         | Raúl Ruiz            |
| 1974 | A la sombra del Sol                       | Carrillo                   | Silvio Caiozzi       |
| 1974 | La expropiación                           | Capataz Lucho              | Raúl Ruiz            |
| 1975 | Vías paralelas                            |                            | Cristián Sánchez     |
| 1977 | Arrecife mortal                           |                            | John Randall         |
| 1979 | El amor de mi vida                        | Gene Curtis                | Joselito Rodríguez   |
| 1979 | Julio comienza en julio                   | Alberto García del Castaño | Silvio Caiozzi       |
| 1980 | El zapato chino                           | Félix                      | Cristián Sánchez     |
| 1987 | Sussi                                     | Mario                      | Gonzalo Justiniano   |
| 1990 | Caluga o menta                            | Marcial                    | Gonzalo Justiniano   |
| 1990 | Hay algo allá afuera                      |                            | Pepe Maldonado       |
| 1992 | Los agentes de la KGB también se enamoran | Don Pedro                  | Sebastián Alarcón    |
| 1993 | Johnny cien pesos                         | Juez Gastón Mora           | Gustavo Graef Marino |
| 1993 | Derecho a asilo                           |                            | Octavio Cortázar     |
| 1994 | Los náufragos                             | Sebastián Mola             | Miguel Littín        |
| 1997 | La huella                                 |                            | Juan Diego Garretón  |
| 1998 | Aventureros del fin del mundo             | Aventurero                 | Miguel Littín        |
| 1999 | Cinco marineros y un ataúd verde          | Hans                       | Miguel Littín        |
| 1999 | El duelo                                  | Don Faustino               | Miguel Littín        |
| 2000 | Tierra del Fuego                          | Alexis                     | Miguel Littín        |
| 2000 | Chilean Gothic                            |                            | Ricardo Harrington   |
| 2000 | Gracia y el forastero                     | General Morán              | Alberto Daiber       |
| 2002 | Estación de invierno                      |                            | Pamela Espinoza      |
| 2003 | El nominado                               | Jefe de Estado             | Gabriel López        |
| 2003 | Tráfico de cáncer                         | Dr. Luxoro                 | Jorge Mella          |
| 2004 | La Isla                                   |                            | Alex Leyton          |
| 2004 | Mónica, vida mía                          | Carlos                     | Arnaldo Valsecchi    |
| 2006 | Kiltro                                    | Farah                      | Ernesto Díaz         |
| 2008 | Secretos                                  |                            | Valeria Sarmiento    |
| 2009 | Mandrill                                  | Don Mario                  | Ernesto Díaz         |
| 2009 | El vuelo del poeta                        | Vicente García-Huidobro    | Marcelo Ferrari      |
| 2011 | Gente mala del norte                      | Abelardo de la Puente      | Patricio Riquelme    |
| 2013 | La gravedad del púgil                     |                            | Jorge Mella          |
| 2014 | Mamá ya crecí                             | Clemente Correa            | Gonzalo Badilla      |
| 2014 | Maldito amor                              | Detective Ossandón         | Gonzalo Badilla      |
| 2014 | La invención de la patria                 |                            | Galut Alarcón        |
| 2017 | La telenovela errante                     |                            | Raúl Ruiz            |
| 2019 | Buela Tata                                | Tata                       | Ignacio Pavez        |
| 2020 | AirSnuff                                  |                            | Jorge Mella          |
| 2020 | El tango del viudo y su espejo deformante | Silva                      | Valeria Sarmiento    |

### Telenovelas
| Año  | Título                   | Papel                           | Cadena              |
| ---- | ------------------------ | ------------------------------- | ------------------- |
| 1975 | J.J. Juez                | El Capataz                      | Canal 13            |
| 1981 | Casagrande               | Humberto Martínez               | Canal 13            |
| 1982 | Anakena                  | Mariano Balcarce                | Canal 13            |
| 1983 | La noche del cobarde     | Alamiro Villarrobles            | Canal 13            |
| 1984 | La represa               | Roberto Betancourt              | Televisión Nacional |
| 1984 | La torre 10              | Ramón Oyarce                    | Televisión Nacional |
| 1985 | La dama del balcón       | Pedro Domínguez                 | Televisión Nacional |
| 1985 | Marta a las ocho         | René Barrientos                 | Televisión Nacional |
| 1985 | Morir de amor            | Emiliano Cardoso                | Televisión Nacional |
| 1986 | La villa                 | Rafael López "El Coyote"        | Televisión Nacional |
| 1988 | Semidiós                 | Albino Vega                     | Canal 13            |
| 1989 | La intrusa               | Adolfo Tropero                  | Canal 13            |
| 1990 | El milagro de vivir      | Marcial Ríos                    | Televisión Nacional |
| 1991 | Volver a empezar         | Gastón de la Force              | Televisión Nacional |
| 1992 | El palo al gato          | Jaime                           | Canal 13            |
| 1993 | Marrón Glacé             | Waldo Espinoza                  | Canal 13            |
| 1994 | Champaña                 | Camilo Zamudio                  | Canal 13            |
| 1994 | Rojo y miel              | Alcides Mainardi                | Televisión Nacional |
| 1995 | Estúpido cupido          | Octavio Dublé                   | Televisión Nacional |
| 1996 | Sucupira                 | Ambrosio Campos                 | Televisión Nacional |
| 1998 | Borrón y cuenta nueva    | Reinaldo Paz                    | Televisión Nacional |
| 1999 | La fiera                 | Pedro Chamorro                  | Televisión Nacional |
| 2000 | Romané                   | Baldomero Lillo                 | Televisión Nacional |
| 2001 | Pampa Ilusión            | Emilio Fuenzalida               | Televisión Nacional |
| 2002 | El circo de las Montini  | Juan Lorenzo                    | Televisión Nacional |
| 2003 | Puertas adentro          | Efraín Gallegos                 | Televisión Nacional |
| 2004 | Los Pincheira            | Padre Antonio Ortúzar           | Televisión Nacional |
| 2005 | Los Capo                 | Giorgio Capo Salerno "El Nonno" | Televisión Nacional |
| 2005 | Versus                   | Evaristo Matamala               | Televisión Nacional |
| 2006 | Disparejas               | Adolfo Duarte                   | Televisión Nacional |
| 2007 | Corazón de María         | Pedro Lamarca                   | Televisión Nacional |
| 2008 | Viuda alegre             | Edgardo Mansilla                | Televisión Nacional |
| 2008 | El señor de la Querencia | Renato Echeñique                | Televisión Nacional |
| 2008 | Hijos del Monte          | Emilio Del Monte                | Televisión Nacional |
| 2009 | Los exitosos Pells       | Evaristo Costa                  | Televisión Nacional |
| 2010 | Martin Rivas             | Pedro San Luis                  | Televisión Nacional |
| 2010 | La familia de al lado    | Igor Mora                       | Televisión Nacional |
| 2011 | Témpano                  | Francisco Grau                  | Televisión Nacional |
| 2012 | Reserva de familia       | Federico Rivera                 | Televisión Nacional |
| 2013 | Somos los Carmona        | Rosendo Carmona                 | Televisión Nacional |
| 2014 | Caleta del sol           | Nicasio Mardones "Don Lobo"     | Televisión Nacional |
| 2015 | Matriarcas               | Clemente Valdés                 | Televisión Nacional |
| 2016 | El camionero             | Emeterio Pérez                  | Televisión Nacional |
| 2017 | La colombiana            | Leonidas Valle                  | Televisión Nacional |
| 2018 | Dime quién fue           | Humberto Rodríguez              | Televisión Nacional |

### Series y miniseries
| Año       | Serie                           | Rol                    | Canal          |
| --------- | ------------------------------- | ---------------------- | -------------- |
| 1966      | Historia de los lunes           |                        | Canal 9        |
| 1967      | Juani en Sociedad               | Leonardo               | Canal 13       |
| 1975      | Manuel Rodríguez                | Bernardo O'Higgins     | TVN            |
| 1977      | La familia de Marta Mardones    | Ricardo Sánchez        | Canal 13       |
| 1982      | La señora                       | Marcial                | Canal 13       |
| 1990      | Crónica de un hombre santo      | Monseñor Sergio Valech | Canal 13       |
| 1990      | Mis mejores historias de amor   | Raúl                   | TVN            |
| 1996      | La Buhardilla                   | José María             | TVN            |
| 1997      | Brigada Escorpión               | Anselmo Marín          | TVN            |
| 1998-1999 | Sucupira, la comedia            | Ambrosio Campos        | TVN            |
| 1998      | Mi abuelo, mi nana y yo         | Nicanor Barros Jarpa   | TVN            |
| 2015      | Los años dorados                | Manuel                 | UCV Televisión |
| 2015      | El bosque de Karadima, la serie | Arzobispo Ossandón     | Chilevisión    |
| 2022      | El día menos pensado            |                        | TVN            |

## Premios y reconocimientos
- Premio León de Oro por el Festival Internacional de la Creatividad Cannes Lions (1986).[52]
- Reconocimiento a los oficios del cine por el Séptimo Festival de Cine de Viña del Mar (1994)
- Premio APES (1995) - Mejor actor principal en Estúpido Cupido.
- Premio APES (1999) - Mejor actor principal en La fiera.
- Premios Altazor (2000) - Mejor actor por su rol en La fiera.
- Premio APES (2000) - Meyor trayectoria actoral.
- Relevante Contribución al Cine Nacional por el Ministerio de Educación de Chile (2001)
- Distinción Secretaria de Cultura Presidencia de la Nación por el Ministerio de Cultura (Argentina) (2007)
- Orden al Mérito Artístico y Cultural Pablo Neruda por el primer gobierno de Michelle Bachelet (2007).[53]
- Premio Paoa a la trayectoria artística por el Festival Internacional de Cine de Viña del Mar (2008)
- Medalla Honorífica de Senado de la República de Chile (2008).[54]
- Homenaje por 50 años de trayectoria por la Corporación de Actores de Chile (ChileActores).[55]
- Medalla Pedro de la Barra por sus seis décadas de trabajo actoral otorgada por la Universidad de Chile (2010).[56]
- Premio a la trayectoria por Festival de Cine de Quilpué, 2010.
- Nombrado Hijo Ilustre de Puerto Natales por las autoridades de la ciudad.[57][58]
- Premio Pudú por trayectoria cinematográfica en el Festival de Cine de Valdivia.
- Distinción a la Trayectoria en Latin Artis Ecuador (2015)
- Premio a la trayectoria por el Festival de Cine de Caldera (2016)
- Premio Espiga de Oro por Instituto de Altos Estudios Comunicacionales (2017)
- Premio Caleuche a la trayectoria artística por ChileActores (2018)
- Distinción Municipalidad de Lo Barnechea
- Distinción Patrimonio Literario y Cultural por la Feria Internacional del Libro de Santiago (2022)